# Гамалий, Сергей Вячеславович
Серге́й Вячесла́вович Гамали́й (укр. Сергій В'ячеславович Гамалій; род. 26 марта 1979, Каменец-Подольский, Хмельницкая область, Украинская ССР) — украинский предприниматель и государственный деятель. Председатель Хмельницкой областной государственной администрации (3 декабря 2020 — 15 марта 2023).

## Биография
Родился 26 марта 1979 года в городе Каменец-Подольский Хмельницкой области.
Окончил историко-правовой лицей, в дальнейшем учился в Хмельницком университете управления и права, который не окончил, и перевёлся в Черновицкий национальный университет имени Юрия Федьковича по специальности «юрист». Окончил университет в 2001 году. В 2003 году окончил Подольскую государственную аграрно-техническую академию по специальности «экономист-бухгалтер».
В 1999 году переехал в Польшу, окончил экономическую школу в Варшаве.
С 2004 по 2009 год являлся помощником депутата Каменец-Подольского городского совета на общественных началах.
С 2005 по 2007 год работал юрисконсультом варшавского Института пищевого машиностроения.
С 2007 года был предпринимателем, занимался ресторанным бизнесом и логистикой.
3 декабря 2020 года указом президента Украины Владимира Зеленского назначен председателем Хмельницкой областной государственной администрации. 15 марта 2023 года указом президента освобождён от должности.

## Семья
Женат, супруга Виктория, трое детей: дочь Доминика, сыновья Вячеслав и Захарий.